# Ma Normandie

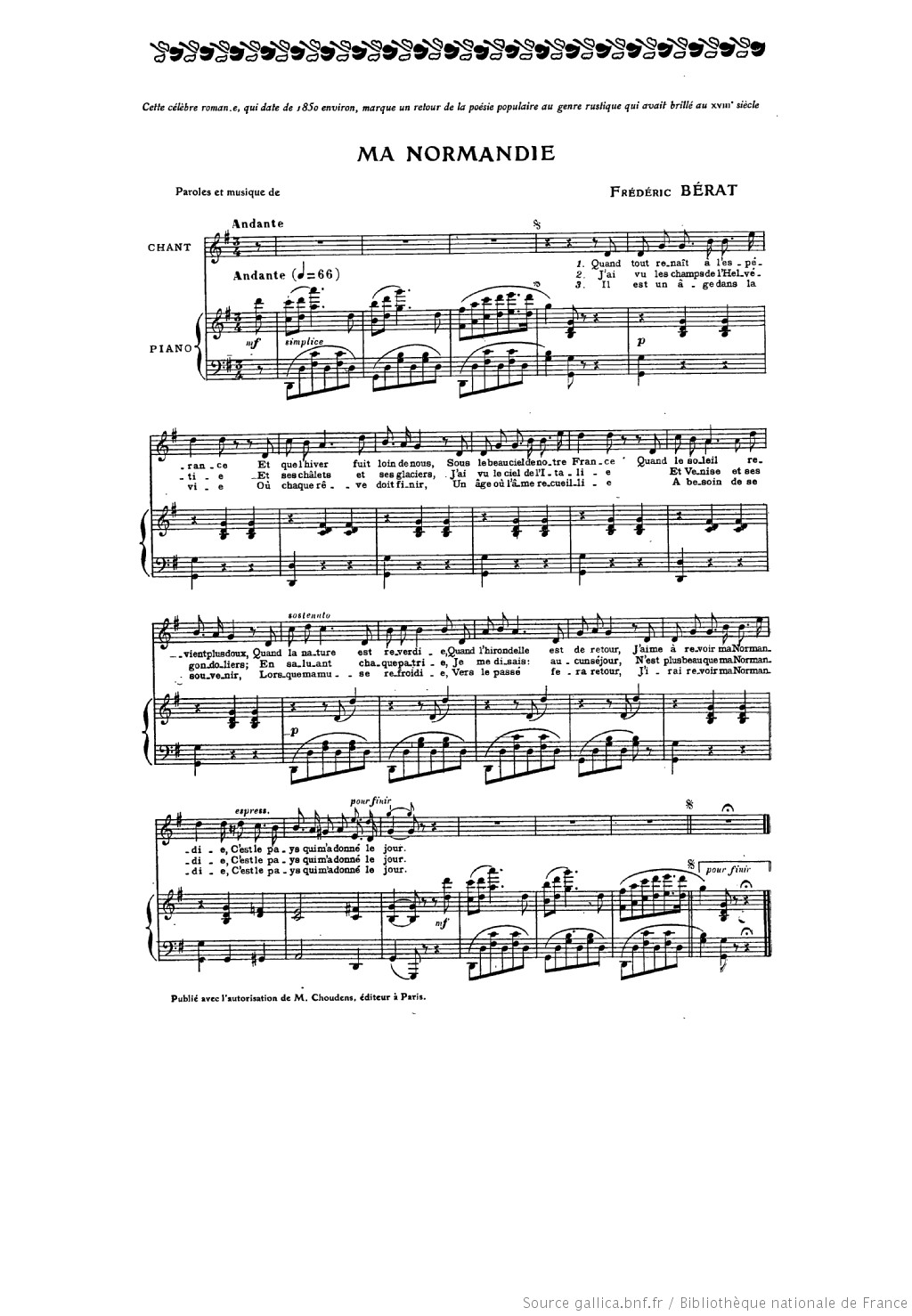
Lectura

Ma Normandie (en idioma español Mi Normandía) es el himno de Jersey, una Dependencia de la Corona británica en las Islas Anglonormandas, escrito y compuesto por Frédéric Bérat. Jersey es históricamente parte del Ducado de Normandía, y el francés ha sido durante siglos la lengua administrativa en Jersey, donde los habitantes han hablado tradicionalmente una variedad dialectal del normando, una lengua de oïl.
Aunque Ma Normandie es usado oficialmente por Jersey en los Juegos de la Commonwealth, en los Juegos de las Islas y en otros acontecimientos internacionales, el hecho de que la canción haga más referencia a Francia que a Jersey ha provocado bastante polémica y algunas peticiones de cambio de himno.
Ma Normandie también se usa, aunque no oficialmente, como himno de Normandía.

## Ma Normandie
Quand tout renait a l'espérance,
Et que l'hiver fuit loin de nous,
Sous le beau ciel de notre France,
Quand le soleil revient plus doux,
Quand la nature est reverdie,
Quand l'hirondelle est de retour,
J'aime à revoir ma Normandie,
C'est le pays qui m'a donné le jour.
J'ai vu les champs de l'Helvétie,
Et ses chalets et ses glaciers,
J'ai vu le ciel de l'Italie,
Et Venise et ses gondeliers.
En saluant chaque patrie,
Je me disais aucun séjour
N'est plus beau que ma Normandie,
C'est le pays qui m'a donné le jour.
Il est un âge dans la vie,
Ou chaque rêve doit finir,
Un âge ou l'âme recueillie
A besoin de se souvenir.
Lorsque ma muse refroidie
Vers le passé fera retour,
J'irai revoir ma Normandie,
C'est le pays qui m'a donné le jour.

## Traducción
Cuando todo renace en esperanza
Y el invierno huye lejos de nosotros,
bajo el bello cielo de nuestra Francia,
Cuando el sol vuelve gentil,
cuando la naturaleza reverdece,
cuando las golondrinas vuelven,
me gusta ver otra vez mi Normandía,
es el país donde veo la luz del día.
He visto los campos de Helvecia,
y sus chalets y sus glaciares,
He visto el cielo de Italia,
y Venecia y sus gondoleros.
saludando cada patria,
me he dicho que no estoy
en ningún sitio como en mi Normandía,
es el país donde veo la luz del día.
Llega un tiempo en la vida,
en que cada sueño debe acabar,
un tiempo en que el espíritu tranquilo
tiene que recordar.
Cuando mi musa enfriada
hacia el pasado vuelva,
veré otra vez a mi Normandía,
es el país donde veo ver la luz del día.